# Buchs, Zürich
Buchs är en ort och kommun i distriktet Dielsdorf i kantonen Zürich, Schweiz. Kommunen har 6 664 invånare (2023).